# Mariano Garreta Leclercq
Mariano Raúl Garreta Leclercq (Buenos Aires, 12 de diciembre de 1971) es un investigador, filósofo y profesor argentino, vinculado profesionalmente con la Universidad de Buenos Aires y el Consejo Nacional de Investigaciones Científicas y Técnicas. En 2016 recibió el Premio Konex en Humanidades.

## Biografía

### Primeros años y estudios
Garreta Leclercq nació en Buenos Aires el 12 de diciembre de 1971. En 1998 se licenció en Filosofía en la Facultad de Filosofía y Letras de la Universidad de Buenos Aires (UBA), misma institución en la que realizó un Doctorado en Filosofía en 2004, con una tesis titulada Legitimidad política y neutralidad estatal: una defensa de liberalismo.

### Carrera
A comienzos de la década de 2000 se vinculó profesionalmente con la Universidad de Buenos Aires, inicialmente como jefe de trabajos prácticos y auxiliar docente, y luego como profesor adjunto en el Departamento de Filosofía de la Facultad de Ciencias y Letras de la institución. En la actualidad se desempeña como profesor asociado de las materias Ética y Problemas Especiales de la Ética.
Paralelo a su labor como docente, Garreta Leclercq hace parte del Consejo Nacional de Investigaciones Científicas y Técnicas (CONICET), en el cargo de investigador adjunto, y ha dirigido proyectos de investigación con la Agencia Nacional de Promoción de la Investigación, el Desarrollo Tecnológico y la Innovación y la UBA.
Garreta Leclercq ha publicado artículos en revistas de investigación y en volúmenes colectivos, y ha escrito varios libros sobre la teoría política y el liberalismo como Legitimidad política y neutralidad estatal: sobre los fundamentos del liberalismo, Derechos humanos, justicia y de democracia en un mundo transnacional y Formación ética y ciudadana. Ha integrado organismos como el Centro de Investigaciones Filosóficas (CIF), la Asociación Filosófica Argentina (AFRA), el Grupo de Filosofía Política (GFP) y la Asociación latinoamericana de Filosofía Analítica (ALFAN).
En 2016 fue reconocido con un Diploma al Mérito entregado por la Fundación Konex en el área de Humanidades por su labor investigativa entre 2010 y 2016.